# ニシン属

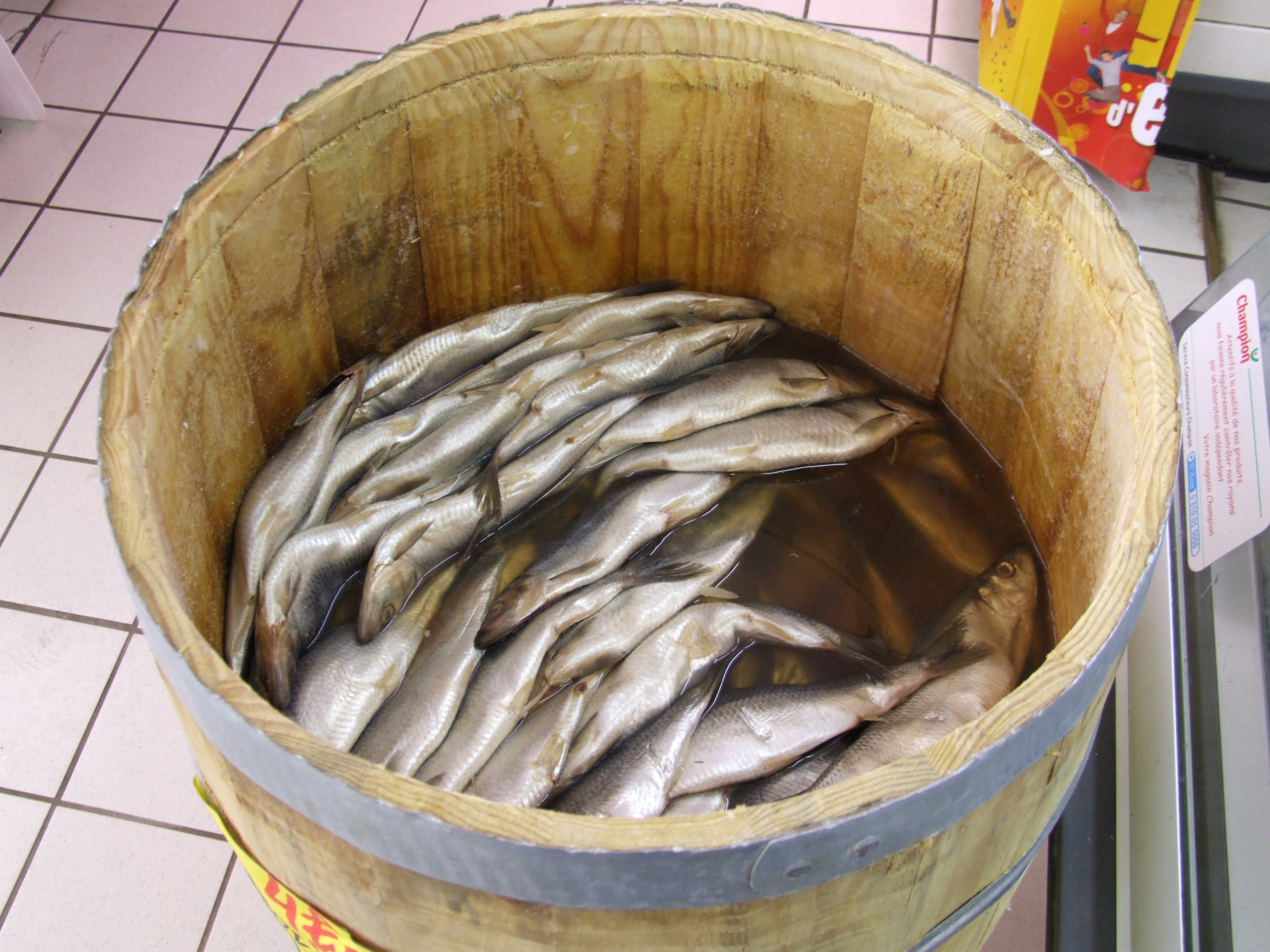
Clupea harengus

ニシン属（鰊属）は、ニシン科の1属。英語ではヘリング (Herring) と総称される。
北大西洋、北太平洋、バルト海、地中海の温水域に住む海水魚。大きな群れを作る。
食用となるほか、油（ニシン油）の原料として利用される。

## 種
5種が属する。
- Clupea harengus - タイセイヨウニシン
- Clupea manulensis
- Clupea pallasii pallasii　- ニシン
- Clupea pallasii marisalbi
- Clupea pallasii suworowi